# Inès de Bourgoing

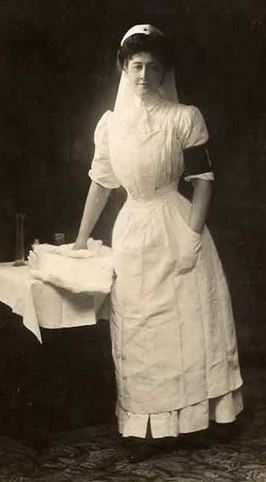
Inès-Marie de Bourgoing (1907)

Inès-Marie de Bourgoing, auch Inès Fortoul und Inès Lyautey, (* 5. Januar 1862 in Paris, Frankreich; † 9. Februar 1953 in Casablanca, Französisch-Marokko) war eine französische Krankenschwester, die Präsidentin des Französischen Roten Kreuzes war und die Krankenpflege durch das Rote Kreuz in Marokko begründete. In Anerkennung ihrer umfangreichen sozialen Tätigkeit war sie die erste Frau, die mit dem Großkreuz der Ehrenlegion ausgezeichnet wurde. Außerdem erhielt sie für ihre Arbeit in Französisch-Marokko das Großkreuz des Ouissam Alaouite.
Die in eine adlige Familie geborene de Bourgoing wurde am Hofe von Napoleon III. aufgezogen und heiratete Joseph Fortoul, einen Offizier der Artillerie. Früh verwitwet, entschied sich de Bourgoing, nachdem sie ihre Kinder großgezogen hatte, sich der Krankenpflege zu widmen, um so die Armut zu lindern und nahm an den ersten Lehrgängen für Krankenschwestern teil, die in Paris angeboten wurden. Nachdem sie angefangen hatte, als Krankenschwester zu arbeiten, ging sie für die Société de Secours aux Blessés Militaires (SSBM), einem Vorläufer des Französischen Roten Kreuzes, nach Nordafrika: 1907 trat sie der SSBM bei und reiste nach Französisch-Marokko, um dort in Casablanca ein Krankenhaus aufzubauen. Fünfzehn Monate danach half sie nach dem Erdbeben von Messina bei der dortigen Katastrophenhilfe.
Im Jahr 1909 heiratete sie zum zweiten Mal. Hubert Lyautey wurde der erste französische Generalresident für Marokko. De Bourgoing verbrachte den Rest ihres Lebens teils in Frankreich, teils in Französisch-Marokko, gründete in beiden Ländern Krankenhäuser, Geburtskliniken und Anstalten der Kinderfürsorge. Sie arbeitete während der beiden Weltkriege in Frankreich als Krankenhausdirektorin und eröffnete in Salé ein Soldatenerholungsheim sowie bei La Balme-les-Grottes ein Altersheim für ehemalige Angehörige der Fremdenlegion. Von 1926 bis 1939 war sie Vorsitzende des Frauenkomitees der SSBM, und als 1940 die drei Vorläuferorganisationen zum Französischen Roten Kreuz zusammengefasst wurden, wurde de Bourgoing Vizepräsidentin des Zentralkomitees der Frauen des Französischen Roten Kreuzes. Später wurde sie Generaldirektorin der Organisation. Sie arbeitete bis in ihr neuntes Lebensjahrzehnt und blieb bis zu ihrem Tod in Französisch-Marokko 1953 aktiv. Ihre sterblichen Überreste wurden später nach Frankreich zurückgeholt.

## Frühes Leben
Inès de Bourgoing wurde am 5. Januar 1862 als Kind von Anne-Marie Léonie Dollfuss und Baron Philippe La Beaume de Bourgoing in Paris geboren. Ihre Mutter war Hofdame der Kaiserin Eugénie de Montijo, die auch Taufpatin von Inès de Bourgoing wurde. Der Vater war Großstallmeister von Frankreich unter Napoleon III.; er war dann Inspekteur der Haras Nationaux, bevor er fünfmal für den Wahlkreis Nièvre in die Nationalversammlung gewählt wurde. De Bourgoing besuchte die Mädchenschule am Hof in den Tuilerien und 1880, als sie 18 Jahre alt war, heiratete sie den Artilleriehauptmann Joseph Antoine Fortoul, mit dem sie drei Kinder hatte: Antoine (1881–1963), Mathieu (1882–1969) und Victoire (1887–1888), die im Alter von nur 20 Monaten starb.
Fortoul wurde oft zum Dienst in Japan und Südostasien abkommandiert; zwischen 1882 und 1885 war er in Tonkin in Indochina, von wo er schwer verwundet zurückkehrte. Während seiner Abwesenheit zog de Bourgoing ihre beiden Söhne groß und schrieb fast 1000 Seiten Briefe an ihren Mann, die jetzt in ihrem Archiv aufbewahrt werden. Nach seiner Verwundung war Fortoul in Castres stationiert, wo er das 3. Artillerieregiment befehligte, bis zu seinem plötzlichen Tod durch einen Herzanfall im Jahr 1900. Als die beiden Söhne erwachsen waren und eine Militärkarriere einschlugen, entschied sich de Bourgoing für eine Ausbildung zur Krankenschwester, um Krankheit und Leid in Frankreichs Kolonien lindern zu helfen. In jenem Jahr trat sie in die erste Krankenschwesternschule ein, die in Paris eröffnet wurde, und war Teilnehmerin des ersten Lehrgangsjahres.

## Karriere

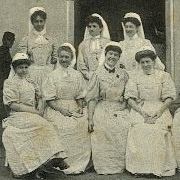
Krankenschwestern der SSBM in Casablanca, um 1907

Nachdem sie 1901 ihr Abschlusszeugnis erhalten hatte, trat de Bourgoing als Freiwillige der Société de Secours aux Blessés Militaires (SSBM) bei und begann im Hôpital Beaujon in Clichy bei Paris. Aufgrund ihrer Fähigkeiten und des Verständnisses, das sie sowohl Patienten als auch Ärzten gegenüber aufbrachte, wurde sie in die Präsidentschaft der SSBM berufen. 1907 ging sie mit der französischen Expeditionsstreitmacht unter General Antoine Marius Benoît Drude nach Marokko. Als Leiterin eines Teams von SSBM-Freiwilligen gründete sie ein Krankenhaus in Casablanca, wo die Verwundeten der Auseinandersetzungen zwischen Franzosen und Marokkanern behandelt wurden. Die Bedingungen vor Ort waren schwierig, und so wurde entschieden, die Verletzten und ernsthaft Kranken nach Oran im heutigen Algerien zu verlegen, wo eine angemessene Versorgung einfacher wäre. Im Oktober 1907 begleitete sie mit zwei Krankenschwestern Verwundete auf einem französischen Kriegsschiff nach Oran, wo sie zum ersten Mal auf General Hubert Lyautey traf, der dort Divisionskommandeur war. Nachdem sie fünfzehn Monate in Nordafrika verbracht hatte, kehrte sie ins Mutterland zurück, das sie bereits kurze Zeit später in Richtung der italienischen Hafenstadt Messina verließ, wo sie und ihre Krankenschwesternkolleginnen daran beteiligt waren, den Verletzten und Hinterbliebenen des Erdbebens von Messina zu helfen, durch dessen Auswirkungen im Dezember 1908 mehr als 80.000 Personen starben. Zur Anerkennung ihrer Leistungen vor Ort wurden die Schwestern von Prinzessin Hélène d’Orléans ausgezeichnet.

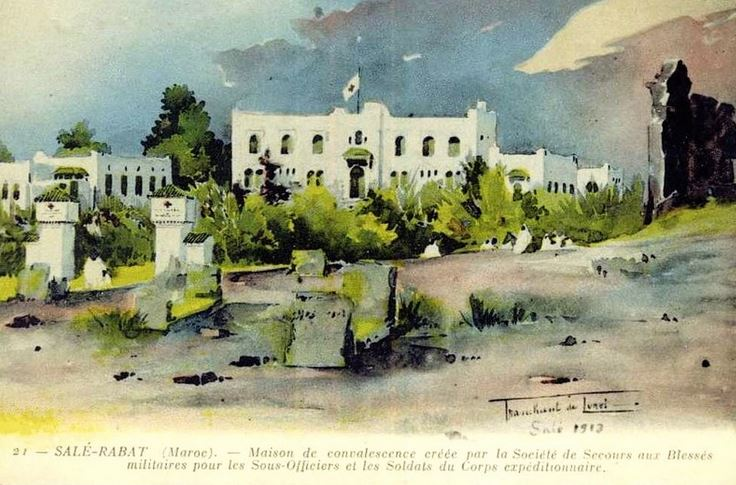
Zeichnung des Sanatoriums der Société de Secours aux Blessés Militaires in Salé, Marokko, 1913, angefertigt von Maurice Tranchant de Lunel

Am 14. Oktober 1909 heiratete de Bourgoing in Paris General Lyautey. Beide kehrten nach Algerien zurück, wo Lyautey weiterhin Divisionskommandeur war, bis das Ehepaar 1910 ins Mutterland zurückkehrte und der General das Kommando über das 10. Armeekorps in Rennes übernahm. Im Jahr 1912 ging das Ehepaar noch einmal nach Nordafrika, da Lyautey nach dem Vertrag von Fès, als Marokko französisches Protektorat wurde, zum ersten französischen Generalresident wurde. De Bourgoing war förderlich in der Schaffung und Organisation zahlreicher Programme für Frauen und Kinder, darunter Kinderheimen, Kindergärten und den ersten Entbindungsheimen in Französisch-Marokko, einer Institution mit Vorbildfunktion, die Kinderfürsorgeexperten in Frankreich und außerhalb beeindruckte. Sie baute Kliniken in ländlichen Gebieten auf, darunter auch die ersten Tuberkulose-Kliniken in dem Land sowie Ausbildungsprogramme für Krankenschwestern. Mit Unterstützung der SSBM baute de Bourgoing auch das Sanatorium in Salé bei Rabat auf, das der Erholung französischer Soldaten und Soldaten der Fremdenlegion und deren Familien diente und ein Altersheim für Soldaten der Fremdenlegion bei La Balme-les-Grottes im Département Isère im französischen Mutterland. Aus diesem Grunde erhielt sie den seltenen Titel eines Ehrenkorporals der Fremdenlegion.

1915 startete de Bourgoing eine Initiative zur Speisung von Kindern in Casablanca. Der goutte de lait arbeitete als Milchbank und stellte unterernährten Kindern und deren Eltern Milch, später Milchpulver sowie Aufklärung zur Verfügung. Innerhalb von fünf Jahren weitete die Initiative ihre Tätigkeit aus, baute ein Zentrum für die Dauerpflege von Frühgeborenen auf und dann Einrichtungen in Fez, Kenitra, Marrakesch, Meknes, Mogador, Oujda, Rabat, Safi und Taza. Während des Ersten Weltkriegs verweilte de Bourgoing in Frankreich, wo sie Leiterin des Militärkrankenhauses in Val-de-Grâce war. 1918 organisierte und leitete sie Programme der SSBM in Nancy. 1921 erhielt das Ehepaar die Titel Marschall und Marschallin von Frankreich. 

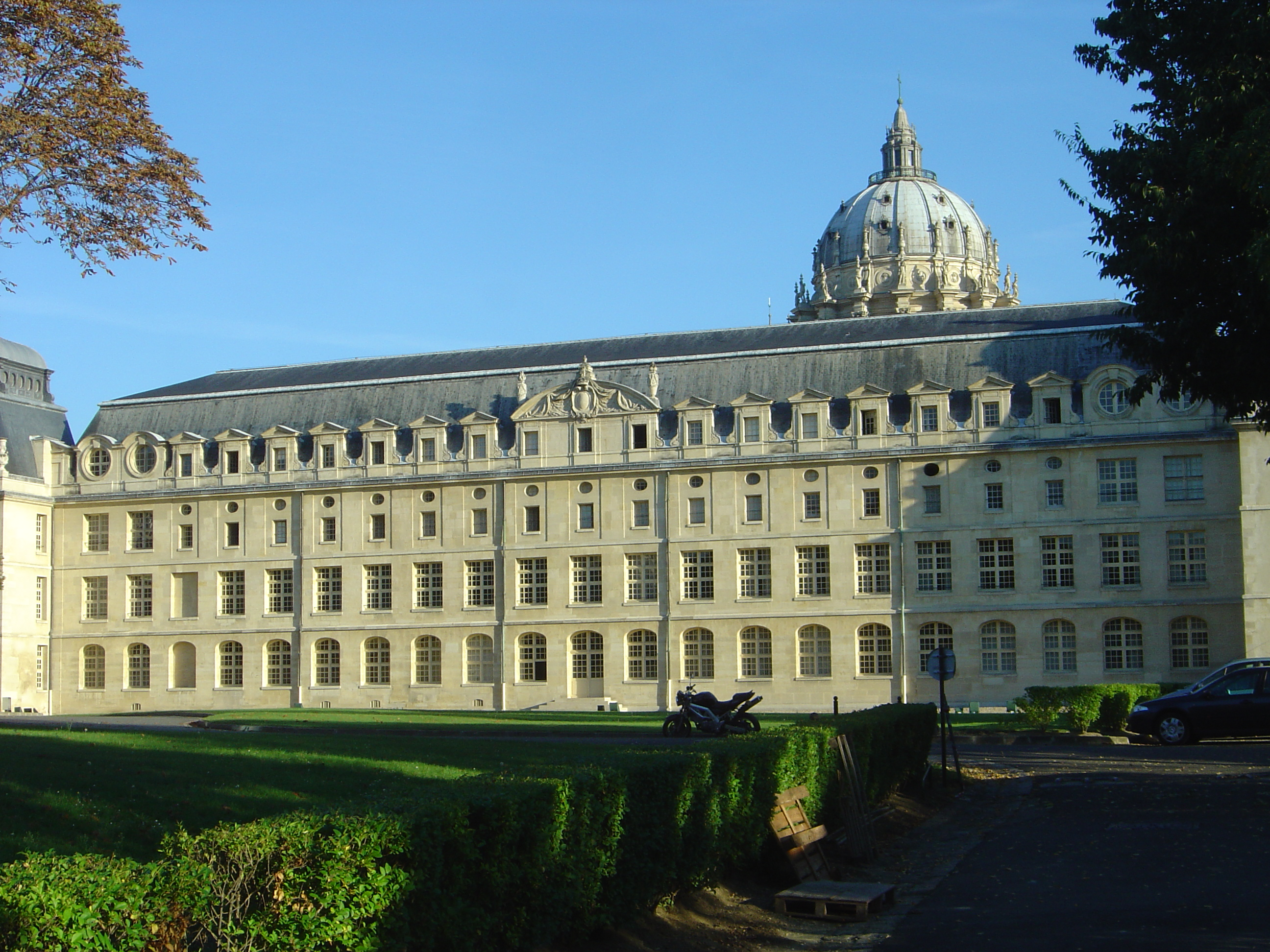
Militärkrankenhaus Val-de-Grâce

1925 kehrte de Bourgoing mit ihrem Ehemann nach Frankreich zurück, wo beide ihre Zeit in Paris und ihrem Stammsitz Château de Thorey-Lyautey in Thorey-Lyautey in Lothringen verbrachten. Im Jahr darauf wurde die Präsidentin des Zentralkomitees der Frauen der SSBM. In Thorey erbauten sie ein Krankenhaus für Familien und ein Heim für junge Menschen. Nach dem Tod ihres zweiten Mannes im Jahr 1934 teilte sie ihre Zeit zwischen Frankreich und Französisch-Marokko auf. Sie war daran interessiert, den Marokkanern in Paris zu helfen und engagierte sich bei der Verbesserung des muslimischen Institutes der Grande Mosquée de Paris sowie der Pflege von Kranken im Hôpital Avicienne in Bobigny, Seine-Saint-Denis, im Norden von Paris. In Marokko war sie an allen Komitees, Initiativen und Treffen der SSBM beteiligt, trat jedoch 1938 von ihren Funktionen im Mutterland zurück, um mehr Zeit in Französisch-Marokko verbringen zu können.
1939 übernahm sie die Leitung eines Militärkrankenhauses für Wirbelsäulen- und Kopfverletzungen in Nancy. Weil sie wegen des Zweiten Weltkrieges Frankreich nicht verlassen konnte, initiierte sie Hilfspakete für Truppenangehörige und Kriegsgefangene in Nordafrika. Im August 1940 willigte de Bourgoing ein, Vizepräsidentin des neugegründeten vereinigten Französischen Roten Kreuzes zu werden. Im Winter 1944 reiste sie zur Front in den Vogesen, um die 2. Marokkanische Infanteriedivision zu unterstützen, die in heftige Kämpfe mit den Deutschen verwickelt war. Als der Krieg endete, nahm sie ihre Reisen nach Französisch-Marokko wieder auf, wo sie nun jedes Jahr mehrere Monate verbrachte. 1946 wurde de Bourgoing zur Directrice Générale de la Croix Rouge ernannt und mit dem Großkreuz der Ehrenlegion ausgezeichnet, als erste Frau, der diese Ehre zuteilgeworden war. Sie erhielt für ihre Verdienste in Französisch-Marokko außerdem das Großkreuz des Ouissam Alaouite.

## Anerkennung

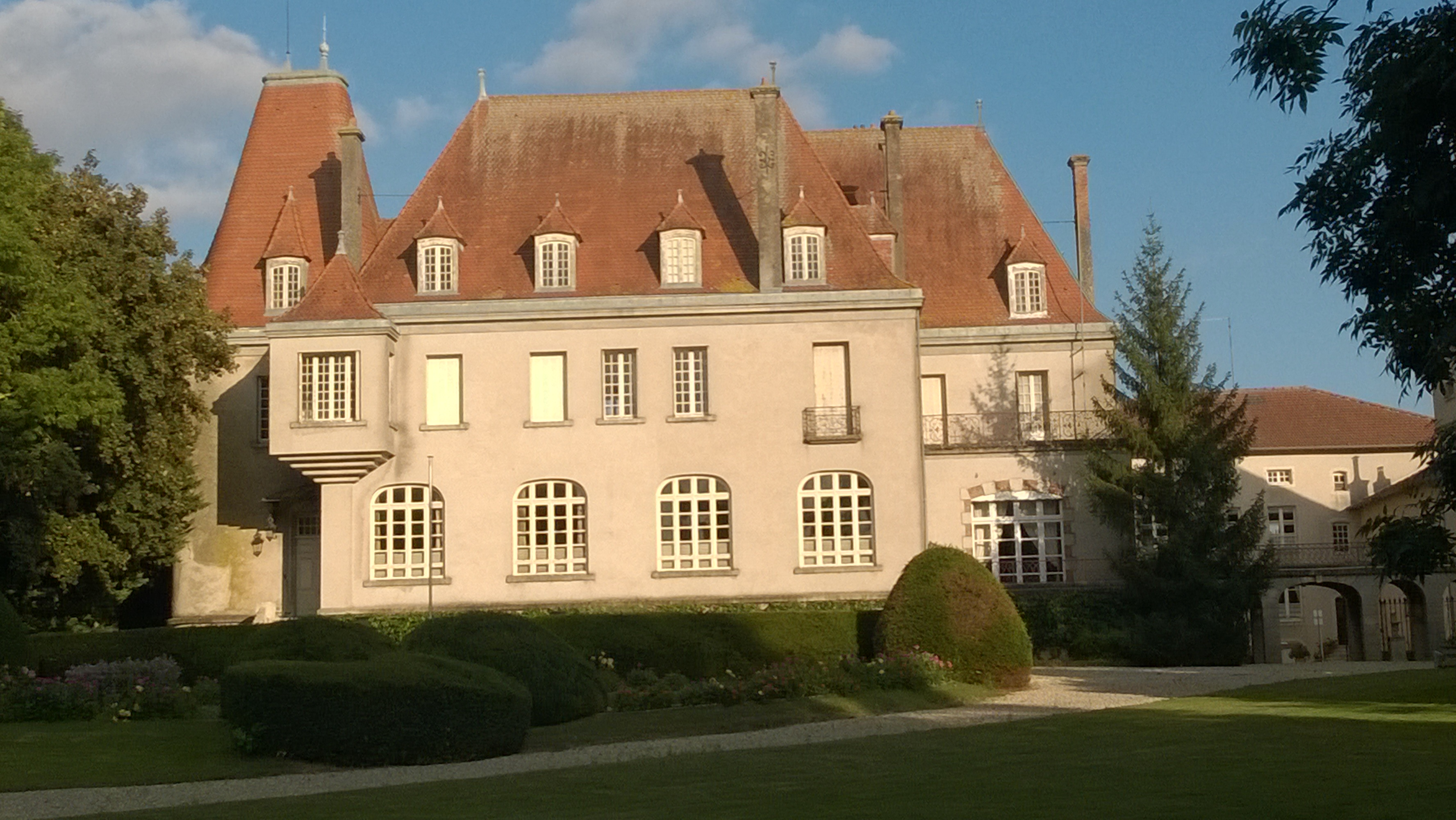
Château de Thorey-Lyautey, heute ein Museum

Zwar gab es breite Anerkennung für die Verdienste de Bourgoings, doch war keine deutlicher als die des französischen Außenministers Édouard Bonnefous, die dieser im Namen der französischen Regierung anlässlich ihres Begräbnisses am 12. Februar 1953 in Rabat machte. Sie als La Maréchale Lyautey ansprechend, strich der Minister heraus, wie ihre Arbeit als Krankenschwester in Marokko so sehr zum humanitären Ruf Frankreichs beigetragen habe, dank der Weise, in der sie nach der Schaffung eines Bandes zwischen beiden Ländern gestrebt hatte. Durch ihre Arbeit auf dem Gebiet der Pflege verwundeter Soldaten und der Hilfe für Bedürftige ohne Rücksicht auf Rasse, Geschlechte oder Glaube gewann sie Bewunderung derjenigen, die sich an den Tagen des Gedenkens in Rabat und Casablanca versammelt hatten. Frankreichs Dankbarkeit habe Ausdruck gefunden in der Auszeichnung de Bourgoings mit dem Großkreuz der Ehrenlegion als erster Frau, der diese Auszeichnung überreicht wurde.
Colonel Pierre Geoffroy, ein Mitarbeiter der Lyauteys, bezeichnete sie als eine „große Dame“, deren wenig bekannten Beiträge zur humanitären Arbeit erst langsam in die Öffentlichkeit geraten und so ihre Pioniertaten zu Beginn des 20. Jahrhunderts auf dem Gebiet der Sozialarbeit und der humanitären Hilfe über Grenzen hinweg enthüllen.

## Tod und Vermächtnis
Inès de Bourgoing starb am 9. Februar 1953 in Casablanca und wurde am 12. Februar 1953 im Mausoleum von Marschal Lyautey in Rabat beerdigt. Als 1961 die sterblichen Überreste des Marschalls ins französische Mutterland überführt wurden, wurde de Bourgoing auf Ersuchen der Gemeinde auf dem Friedhof von Thorey-Lyautey neubestattet.
Am 7. Juli 2002, dem 140. Jahrestag der Geburt de Bourgoings, wurde durch Senator Philippe de Bourgoing und Pierre de Bourgoing ein kleiner Bereich im ersten Stock des Château de Thorey-Lyautey zum Gedenken an Inès de Bourgoing eröffnet. Hier werden Photographien und andere historische Artefakte gezeigt. Der Rest des Gebäudes ist dem Leben ihres Ehemannes Hubert Lyautey gewidmet.
2014 eröffnete das Französische Rote Kreuz in Paris das Centre Inès Lyautey, um wohnungslosen Frauen zu helfen. Das Zentrum versorgt Frauen mit notwendigen Lebensmitteln, Kleidung, medizinischer Hilfe und Hilfe bei der Bewerbung für Arbeitsplätze. 2015 feierte Goutte de Lait in Casablanca seinen einhundertsten Geburtstag.

## Belege
1. 1 2 3 4  Biographie de Mme Lyautey. In: Lyautey Mosaique Informatique 2007, S. 1.
2. 1 2  Barnett Singer, John W. Langdon: Cultured Force: Makers and Defenders of the French Colonial Empire. 2008, S. 200 (books.google.com).
3. 1 2 3  Barnett Singer, John W. Langdon: Cultured Force: Makers and Defenders of the French Colonial Empire. 2008, S. 199 (books.google.com).
4. 1 2 3  Colonel Pierre Geoffroy: Madame la Maréchale Inès Lyautey et ses actions sanitaires. In: Réflexions. Juli 2012, S. 1.
5. 1 2 3 4  Centre d’hébergement d’urgence Inès Lyautey réservé aux jeunes femmes. Croix-Rouge Française, 15. Dezember 2014, archiviert vom Original am 24. März 2015; abgerufen am 25. September 2016 (französisch, Paris).
6. 1 2 3 4  Pierre Bourget: Infirmière militaire et … Maréchale de France, Inès de Bourgoing. In: Professions Santé Infirmier Infirmière. Nr. 38 (Juni–Juli). Edimark, 2002, ISSN 1290-9769, S. 52 (französisch, edimark.fr (Memento vom 4. März 2016 im Internet Archive) [PDF; 56 kB; abgerufen am 24. September 2016]).
7. ↑  Général de Division Drude. Musée des Etoiles, Musée des Officiers Généraux Français Armes & Services (Museum of French Generals Weapons & Services), 8. März 2015, archiviert vom Original am 24. September 2016; abgerufen am 24. September 2016 (französisch).
8. ↑  Barnett Singer, John W. Langdon: Cultured Force: Makers and Defenders of the French Colonial Empire. 2008, S. 201 (books.google.com).
9. ↑  Barnett Singer, John W. Langdon: Cultured Force: Makers and Defenders of the French Colonial Empire. 2008, S. 202 (books.google.com).
10. 1 2 3  Colonel Pierre Geoffroy: Madame la Maréchale Inès Lyautey et ses actions sanitaires. In: Réflexions. Juli 2012, S. 2.
11. 1 2  Biographie de Mme Lyautey. In: Lyautey Mosaique Informatique 2007, S. 3.
12. ↑  Haj Driss Benjelloun: L’œuvre de la Goutte de Lait. (PDF) Le Collectif des Psychologues Praticiens du Maroc (The Collective of Psychologist Practitioners of Morocco), 3. April 2015, archiviert vom Original (nicht mehr online verfügbar) am 23. Januar 2017; abgerufen am 26. September 2016 (französisch, Casablanca, Morocco).  Info: Der Archivlink wurde automatisch eingesetzt und noch nicht geprüft. Bitte prüfe Original- und Archivlink gemäß Anleitung und entferne dann diesen Hinweis.
13. 1 2  Ouardirhi Abdelaziz: 100 ans de bons et loyaux services. Albayane Press, Casablanca, Morocco 3. April 2015 (französisch, albayane.press.ma (Memento vom 26. September 2016 im Internet Archive) [abgerufen am 26. September 2016]).
14. ↑  Jules Colombani, Dr. Mauran: Le Ministère de la santé et de l’hygiene publiques au Maroc. Hrsg.: Le Ministére de la Santé et de l’Hygiéne Publiques. Rabat, Morocco 1923, S. 20 (französisch, archive.org).
15. ↑  Maternité et protection de l’enfance. In: Maroc Soir. Casablanca, Marokko 28. Juli 2006, S. 17 (französisch, lyceelyautey.org (Memento vom 23. Januar 2017 im Internet Archive) [PDF; 91 kB; abgerufen am 26. September 2016]).
16. ↑  Barnett Singer, John W. Langdon: Cultured Force: Makers and Defenders of the French Colonial Empire. 2008, S. 208 (books.google.com).
17. 1 2  Pierre Geoffroy: La Maréchale Lyautey. mémoire d’Afrique du Nord, 2011, archiviert vom Original am 28. November 2012; abgerufen am 26. September 2016 (französisch).
18. 1 2 3 4  Biographie de Mme Lyautey. In: Lyautey Mosaique Informatique 2007, S. 4.
19. 1 2  Frédéric Pineau: 8 Questions a: Marie-Jose Chavenon pour son livre Ines Lyautey. In: Françaises sous l’uniforme, 1852–1993. Femmes en Uniforme, 19. September 2013, abgerufen am 24. September 2016 (französisch, Paris).
20. ↑  A la rencontre d’Inès Lyautey. Livres Critique, 28. März 2011, abgerufen am 29. September 2016 (französisch).
21. ↑  Inès Lyautey, Línfirmière, la Maréchale. Le choix des libraires, 6. November 2010, abgerufen am 29. September 2016 (französisch, Paris).
22. ↑  Édouard Bonnefous: Hommage à la Maréchale Lyautey. In: Revue des deux mondes. 12. Februar 1953, archiviert vom Original (nicht mehr online verfügbar) am 27. September 2016; abgerufen am 26. September 2016 (französisch).  Info: Der Archivlink wurde automatisch eingesetzt und noch nicht geprüft. Bitte prüfe Original- und Archivlink gemäß Anleitung und entferne dann diesen Hinweis.
23. ↑  Geoffroy Pierre. Magistro, abgerufen am 26. September 2016 (französisch).
24. ↑  Biographie de Mme Lyautey. In: Lyautey Mosaique Informatique. Association nationale Maréchal Lyautey (National Association of Marshal Lyautey), 2007, S. 6, archiviert vom Original am 12. Oktober 2007; abgerufen am 24. September 2016 (französisch, Chateau de Thorey-Lyautey, Frankreich).